# Felixlândia
Felixlândia é um município brasileiro do estado de Minas Gerais. Localizado a 180 km de Belo Horizonte, possui uma população de 14.287 habitantes em 1553,35 km² de Área Territorial, cortado pela BR-040, e tem como confrontantes os municípios de Curvelo, Pompéu, Três Marias e Morro da Garça.
Principalmente no que diz respeito ao turismo religioso (Pietá de Michelangelo e Jubileu de Nossa Senhora da Piedade/Festa de Agosto) e às belezas turísticas formadas não apenas pelo Lago da Usina Hidrelétrica de Três Marias e pela Usina Hidrelétrica de Retiro Baixo no Rio Paraopeba.

## História
A história de Felixlândia está ligada à fé religiosa de seus moradores. A festa de Nossa Senhora da Piedade, realizada em agosto, reúne milhares de fiéis e visitantes de cidades vizinhas. Barraquinhas, comidas típicas, cavalgada, shows, artesanato, desfiles e passeio ciclístico são algumas das atrações. Uma procissão encerra o evento na Praça da Matriz, onde está localizada o santuário de Nossa Senhora da Piedade.
O nome do município é uma homenagem ao padre Felix Ferreira da Rocha. Devoto de Nossa Senhora da Piedade, ele doou meia légua de terras de sua sesmaria da beira do Bagre e Rio do Peixe para a construção de uma capela para a padroeira.
Com a construção da capela, formou-se o Arraial do Bagre. Em 1842, foi criado o distrito de Piedade do Bagre. Emancipado de Curvelo em 1948, o município recebeu o nome de Felixlândia.
Faz parte da cultura da região folias de reis em janeiro e fogueiras nos dias de festa junina.

## Economia
Município que é cortado pela BR-040 e sua economia é baseada na pecuária, agricultura, extração de pedra ardósia, monocultura da cana de açúcar eucalipto e comércio.

### Turismo
As atividades de turismo no município estão concentradas nas regiões próximas às margens da Represa de Três Marias, principalmente pelos empreendimentos que estão próximos as margens como Balneário Lago dos Cisnes que conta uma margem 2,690 km e Ilha do Mangabal, onde existem pousadas, restaurantes, bares e áreas de acampamento. A região é frequentada por turistas que procuram lazer, esportes náuticos e pesca na represa.